# Roots Tonic
Roots Tonic est un groupe de reggae-dub américain, plus connu comme backing-band du chanteur Matisyahu.

## Description
Les membres du trio Roots Tonic travaillent ensemble depuis l'album Shake Off the Dust... Arise de Matisyahu. Cependant ils n'ont pas été crédités sous ce nom avant le deuxième disque de l'artiste, Youth. Il semble que ce soit sur une idée de Bill Laswell, producteur de l'album et de sa déclinaison en version dub.
En effet, les Roots Tonic développent un son faisant la particularité de la musique de Matisyahu, avec notamment des techniques de productions empruntés aux "grands" du dub, tels King Tubby ou Augustus Pablo.
C'est cette recherche sonore qui a fortement intéressé Bill Laswell, l'incitant à identifier le trio comme un groupe à part entière. Il leur permit ainsi la réalisation d'un premier album "solo" entièrement dub, « Roots Tonic meets Bill Laswell », paru en 2006.
En juin 2007, le batteur Jonah David quitte le groupe, mettant un terme aux sessions d'enregistrement entreprises avec le Roots Tonic et Matisyahu. Il a été remplacé par Skoota Warner (membre fondateur du groupe de hard rock "Ra", et qui travaille toujours actuellement sur la tournée du chanteur. Rien ne dit cependant qu'il est devenu un membre du groupe.

## Membres
- Aaron Dugan : guitare, sonorisation
- Josh Werner : basse, claviers
- Jonah David : batterie, percussions

## Discographie

### Album studio
- Roots Tonic meets Bill Laswell (2006) CD

### Album de Matisyahu
- Shake Off the Dust... Arise (2004) CD
- Live at Stubb's (2005) CD enregistrement Live
- Youth (2006) CD
- Youth Dub (2006) CD versions dub de Youth
- No Place to Be (2006) CD remixes